# Stjernen (film fra 2017)
 For alternative betydninger, se Stjernen (flertydig). (Se også artikler, som begynder med Stjernen)
Stjernen (originaltitel The Star) er en amerikansk animeret film fra 2017 af drama-genren, instrueret og skrevet af Timothy Reckart og Carlos Kotkin.